# Temesváry Lajos
Gálochi Temesváry Lajos [korabeli forrásokban Tömösváry Lajos névhasználattal is] (Érpele, 1841 – Debrecen, 1909. június 9.) színész, színigazgató.

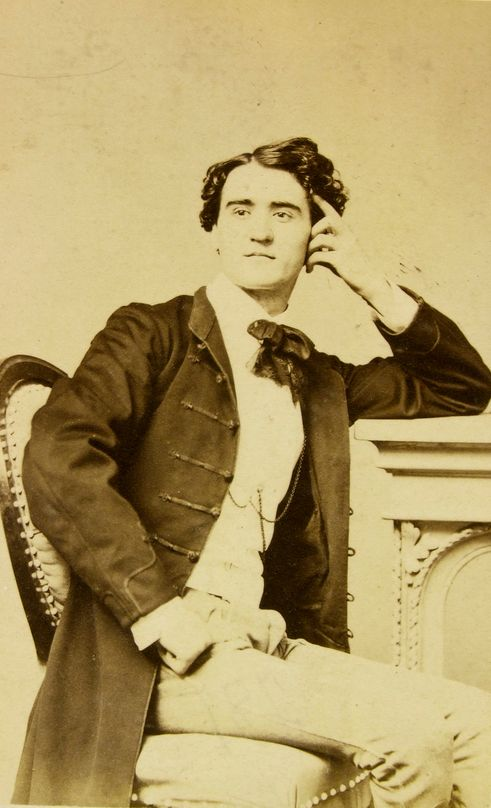
Temesváry Lajos, 1870, Debrecen

## Életútja
1860-ban lépett fel először Molnár György társulatában. Játszott Kassán és Debrecenben, ahol népszerű lírai- és hősszerelmes, valamint drámai szalonszínész volt. Foglalkozott rendezéssel is az 1860-as évek végétől. 1871-ben mint vendég szerepelt a Nemzeti Színházban, ahova ezután egy évre szerződött. 1873 és 1875 között kassai színigazgató volt, majd újból színészként működött. 1875/1876-ban a Budai (más néven Krisztinavárosi) Színkör igazgatói tisztét töltötte be, majd a társulat tagjának, Szathmáry Károlynak adta át a vezetést. 1875 és 1878 között mint magánvállalkozó társulati igazgató  bérelte a debreceni színházat. 1877-ben e minőségében adott fel hirdetést jelentkező színészek leendő szerződtetése iránt. Ezen években híradások szólnak a debreceni társulat nagyváradi és máramarosszigeti vendégszerepléseiről is. 1879-ben a szabadkai színház az ő igazgatósága alatt ünnepelte 25 éves fennállását, majd 1881-ben ismét vállalta az igazgatói feladatokat. Közben, 1880-ban a német színészek kora tavaszi fellépése után „Zomborban tartott társulatával hosszú színi idényt”. 1881-ben Nagybecskerek után Törökbecsén is előadásokat tartott társulatával, majd Óbecsén is felléptek, és még március hónapban előadásokat tartottak Zentán is. 1881 májusára már Szarvason terveztek előadást tartani. 1881 májusában az országban kormányengedéllyel működő, így előadási jogú 29 színigazgató között Temesváry Lajost még Zenta székhellyel említik, de állandó tartózkodási helyük Szabadkán lehetett, s innen járták – elég sok utazást megkövetelő módon – vándortársulatként a tág környezetben fekvő fő településeket. 1879-től folyamatosan Kolozsvárott is szerepelt. A kolozsvári nyári színház előadása 1881. augusztus 4-én Edmond Gondinet „Gavaud, Minard et Cie” című, 1869-ben írt darabja volt, melyet „Gaveaut, Minard társak” elnevezéssel Temesváry Lajos fordított.
Azonban 1881. augusztus 5-én történt végzetes párbaja miatt Kolozsvárról távozniuk kellett, s ekkor Aradi Gerő színigazgatóval megegyezve az 1881/1882-es téli, s augusztusban az 1882/83-as újabb téli évadra is (a még ekkor álló úgynevezett „bódészínházba”) a szegedi színtársulathoz szerződött feleségével együtt. 1882-ben Szolnokon is vendégszerepelt a Temesváry házaspár, ugyanezen év június 21-én a Fővárosi Színkörben az ő szereplésükkel adták elő Sardou: A haza című darabját, s ugyanitt a színkör által bohózatokra kiírt pályázat bíráló bizottságának is tagja volt Temesváry Lajos. Ő rendezte az 1882. július 18-án a Budai Színkörben előadott Prém József: A boldogító című vígjátékát. 1884/1885-ben is hírt adtak a heti- és napilapok a házaspár színdarabokban történő szerepléséről, 1887-ig pedig Temesváry Lajos versszavalatairól egyes rendezvényeken, majd végleg elhagyta a színi pályát, és MÁV-tisztviselőként helyezkedett el.
Krecsányi Ignác, Mándoky Béla, Aradi Gerő és Miklósy Gyula mellett a 19. század utolsó évtizedeinek egyik legjelentősebb igazgató-rendezője volt.

## Párbaja
1881. augusztus 5-én színésztársát, Szombathelyi Bélát – az egy évvel korábban feleségeik között történt szóváltás miatt – párbajra hívta, melynek során pisztolyának golyója megsebesítette ellenfele combját, és Szombathelyi 19 nappal később vérmérgezésben elhunyt. Temesváryt ezért a kolozsvári törvényszék másfél évi államfogházra ítélte 1882. november 4-én, majd fellebbezése után 1883 februárjában a Marosvásárhelyi Királyi Tábla egy évi fogságra mérsékelte azt. A Kúria azonban 1883 októberében ismét másfél évi államfogház büntetésre  módosította. Végül 1884 februárjában „Kolozsvárra megidézték Temesváry Lajos színészt, ki Szombathelyi Bélát párbajban megölte, hogy kezdje meg a rámért másfél évi fogházbüntetést.” Királyi kegyelemmel 1884. december 30-án 7 és fél hónapos váci fogság után szabadult.

## Családja
Erdélyi nemesi családban született. Apja, gálóchi Temesváry Károly százados volt az 1848–49-es honvédseregben, édesanyja Fekete Veron. 1873. június 7-én kötött házasságot Farkas Irmával, a debreceni vagyonos vaskereskedő leányával, aki 1877-ben vele partnerségben színésznőként is fellépett. Lányuk, Irma 1894-ben a Színművészeti Akadémián szerzett oklevelet és a Nemzeti Színház tagja lett.

## Fontosabb szerepei
- Odiot Maxime (Octave Feuillet: Egy szegény ifjú története)
- Zrínyi Miklós (Jókai Mór: Szigetvári vértanúk)
- André (Victorien Sardou: Fernande) Nemzeti Színház, mint a kassai színház tagja, 1871.[32]
- Carlo (Victorien Sardou: A haza) Temesváry Lajos jutalomjátéka 1881. november 2-án, Szegeden.[33]
- Robin (Szerdahelyi József – Egressy Béni – Étienne Arago – Paul Vermond:[34] Az ördög naplója)
- Nyárai (Szigligeti E.: Fény árnyai)
- Ádám (Madách Imre: Az ember tragédiája). 1884. április 4. és 5., Kassa[35]
- Vazul (Dobsa Lajos: I. István király)
- Moor Károly (Friedrich Schiller: Haramiák)

## Működési adatai
(A Magyar Színházművészeti Lexikon adatai)
1863: Reszler István; 1864–65: Dráguss Károly; 1865–69: Latabár Endre; 1869–70: Szabó; 1870–71: Latabár Endre; 1871–72: Nemzeti Színház; 1872–73: Szabó; 1879–83: Kolozsvár.
Igazgatóként: 1873–75: Kassa, Miskolc; 1875: Buda; 1875–76: Debrecen; 1876: Buda; 1876–77: Debrecen; 1877: Nyíregyháza, Máramaros, Szatmár; 1877–78: Debrecen; 1878–79: Szeged.